# Na stojáka
Na stojáka je česká stand-up show. Vysílat se začala v roce 2006 na HBO, poté na České televizi. Podobným pořadem je Comedy Club.

## Někteří účinkující
- Simona Babčáková
- Nela Berg
- Petr Cerha
- Daniel Čech
- Petr Čtvrtníček
- Michal Dalecký
- Marek Daniel
- Adéla Elbel
- Arnošt Frauenberg
- Tomáš Hanák
- Kateřina Irma Hašková
- Ondřej Havlík
- Tigran Hovakimyan
- Karel Hynek
- Filip Chlud
- Igor Chmela
- René Jahoda
- Jiří Jakima
- Miroslav Kaman
- Michal Kavalčík
- Miloš Knor
- Ester Kočičková
- Václav Koubek

- Brian Lennon
- Dominik Heřman Lev
- Pavel Liška
- Marie Ludvíková
- Libor Macháček
- Tomáš Matonoha
- Tomáš Měcháček
- Robert Nebřenský
- Michal Nedvěd
- Richard Nedvěd
- Richard Němec
- Václav Neužil
- Leoš Noha
- Lukáš Pavlásek
- Iva Pazderková
- Radek Petráš
- Josef Polášek
- Anna Polívková
- Lucie Roznětínská
- Luděk Sobota
- Pavel Tomeš
- Lumír Tuček
- Jana Tučková
- Radomil Uhlíř
- Martin Vasquez
- Zbyněk Vičar
- Petr Vydra
- Lenka Vychodilová
- Vojtěch Záveský
- Jakub Žáček